# Oleg Veretennikov
Oleg Aleksandrovich Veretennikov (en Ruso: Олег Александрович Веретенников) (Revda, Óblast de Sverdlovsk, Unión Soviética, 5 de enero de 1970) es un exfutbolista ruso, y actualmente entrenador del segundo equipo del Rubin Kazan.
La mayoría de los éxitos de Veretennikov han sido con Rotor Volgogrado, para quien jugó entre 1992 y 1999. Durante ese tiempo marcó 143 goles, lo que lo convierte en el máximo goleador de la historia de la Liga Premier de Rusia (el segundo mejor goleador, Dmitry Loskov, tiene 109 goles a partir del 1 de enero de 2007). También se ha convertido en el máximo goleador de la temporada tres veces (en 1995, 1997 y 1998), que también es un récord de Liga. Veretennikov también tiene un récord de la mayoría de los goles marcados en una temporada (25 en 1995). También es uno de los dos jugadores, junto con Viktor Panchenko, en marcar cinco goles en un partido de liga el 4 de abril de 1998 contra el Shinnik Yaroslavl.
A pesar del impresionante récord de goles, Oleg Veretennikov jugó solo cuatro partidos para la selección de fútbol de Rusia.
En 2000–2001, Veretennikov tuvo dos períodos cortos con clubes extranjeros y luego jugó en varios equipos de Primera División . En 2005, regresó a Rotor, jugando en la Segunda División. En 2009, jugó en el FC Volgogrado. A finales de 2009, Veretennikov se retiró de jugar y se convirtió en entrenador.

## Clubes

### Jugador
| Club                    | Temporada     | Liga                                              | Liga | Liga  | Ref.  |
| Club                    | Temporada     | Division                                          | Apps | Goles | Ref.  |
| ----------------------- | ------------- | ------------------------------------------------- | ---- | ----- | ----- |
| FC Ural Yekaterinburg   | 1986          | Segunda División Soviética de Fútbol (3. Nivel)   | 1    | 0     | [ 1 ] |
| FC Ural Yekaterinburg   | 1987          | Segunda División Soviética de Fútbol (3. Nivel)   | 9    | 1     | [ 1 ] |
| FC Ural Yekaterinburg   | Total         | Total                                             | 10   | 1     | –     |
| FC Uralets Nizhny Tagil | 1988          | Segunda División Soviética de Fútbol (3. Nivel)   | 0    | 0     | [ 1 ] |
| FC Ural Yekaterinburg   | 1988          | Segunda División Soviética de Fútbol (3. Nivel)   | 26   | 2     | [ 1 ] |
| FC Metallurg Sverdlovsk | 1989          | Segunda División Soviética de Fútbol (3. Nivel)   | 7    | 0     | [ 1 ] |
| PFC CSKA Moscú          | 1989          | Segunda División Soviética de Fútbol (3. Nivel)   | 8    | 0     | [ 1 ] |
| FC SKA Rostov-on-Don    | 1989          | Segunda División de la Unión Sovíetica (2. Nivel) | 16   | 1     | [ 1 ] |
| FC SKA Rostov-on-Don    | 1990          | Segunda División Soviética de Fútbol (3. Nivel)   | 41   | 26    | [ 1 ] |
| FC SKA Rostov-on-Don    | Total         | Total                                             | 57   | 27    | –     |
| FC Ural Yekaterinburg   | 1991          | Segunda División de la Unión Sovíetica (2. Nivel) | 42   | 14    | [ 1 ] |
| FC Ural Yekaterinburg   | 1992          | Liga Premier de Rusia (1. Nivel)                  | 0    | 0     | [ 1 ] |
| FC Ural Yekaterinburg   | Total         | Total                                             | 42   | 14    | –     |
| FC Rotor Volgograd      | 1992          | Liga Premier de Rusia (1. Nivel)                  | 28   | 10    | [ 1 ] |
| FC Rotor Volgograd      | 1993          | Liga Premier de Rusia (1. Nivel)                  | 33   | 19    | [ 1 ] |
| FC Rotor Volgograd      | 1994          | Liga Premier de Rusia (1. Nivel)                  | 30   | 12    | [ 1 ] |
| FC Rotor Volgograd      | 1995          | Liga Premier de Rusia (1. Nivel)                  | 29   | 25    | [ 1 ] |
| FC Rotor Volgograd      | 1996          | Liga Premier de Rusia (1. Nivel)                  | 33   | 19    | [ 1 ] |
| FC Rotor Volgograd      | 1997          | Liga Premier de Rusia (1. Nivel)                  | 34   | 22    | [ 1 ] |
| FC Rotor Volgograd      | 1998          | Liga Premier de Rusia (1. Nivel)                  | 30   | 22    | [ 1 ] |
| FC Rotor Volgograd      | 1999          | Liga Premier de Rusia (1. Nivel)                  | 29   | 12    | [ 1 ] |
| FC Rotor Volgograd      | Total         | Total                                             | 246  | 141   | –     |
| Rotor-2 Volgograd       | 1993          | Segunda División de Rusia (3. Nivel)              | 1    | 0     | [ 1 ] |
| Rotor-2 Volgograd       | 1999          | Segunda División de Rusia (3. Nivel)              | 3    | 1     | [ 1 ] |
| Rotor-2 Volgograd       | Total         | Total                                             | 4    | 1     | –     |
| Aris Thessaloniki FC    | 1999–00       | Superliga de Grecia (1. Nivel)                    | 7    | 0     | [ 2 ] |
| Lierse SK               | 2000–01       | Primera División de Bélgica (1. Nivel)            | 18   | 3     | [ 1 ] |
| FC Sokol Saratov        | 2001          | Liga Premier de Rusia (1. Nivel)                  | 15   | 2     | [ 1 ] |
| FC Sokol Saratov        | 2002          | Liga Premier de Rusia (1. Nivel)                  | 12   | 0     | [ 1 ] |
| FC Sokol Saratov        | Total         | Total                                             | 27   | 2     | –     |
| FC SKA Rostov-on-Don    | 2002          | Primera División de Rusia (2. Nivel)              | 9    | 2     | [ 1 ] |
| FC Mordovia Saransk     | 2003          | Primera División de Rusia (2. Nivel)              | 40   | 18    | [ 1 ] |
| FC Uralan Elista        | 2004          | Primera División de Rusia (2. Nivel)              | 19   | 2     | [ 1 ] |
| Zhenis Astana           | 2004          | Liga Premier de Kazajistán (1. Nivel)             | 14   | 4     | [ 1 ] |
| Rotor Volgograd         | 2005          | Segunda División de Rusia (3. Nivel)              | 23   | 14    | [ 1 ] |
| Rotor Volgograd         | 2006          | Segunda División de Rusia (3. Nivel)              | 30   | 11    |       |
| Rotor Volgograd         | 2007          | Segunda División de Rusia (3. Nivel)              | 13   | 4     |       |
| Rotor Volgograd         | Total         | Total                                             | 66   | 29    | –     |
| FC Irtysh Pavlodar      | 2007          | Liga Premier de Kazajistán (1. Nivel)             | 13   | 2     |       |
| FC Astana               | 2008          | Liga Premier de Kazajistán (1. Nivel)             | 30   | 7     |       |
| Total carrera           | Total carrera | Total carrera                                     | 643  | 255   | –     |

### Como entrenador
| Club                             | País       | Año           |
| -------------------------------- | ---------- | ------------- |
| Rotor Volgograd (2.º entrenador) | Rusia      | 2010-2014     |
| Rotor Volgograd                  | Rusia      | 2014-2015     |
| Luch Vladivostok                 | Rusia      | 2015          |
| Akademia Rotor Volgograd         | Rusia      | 2015-2016     |
| FC Oremburgo II                  | Rusia      | 2016-2017     |
| Tobol Kostanai                   | Kazajistán | 2017          |
| Rotor Volgograd (2.º entrenador) | Rusia      | 2018          |
| Rotor Volgograd 2                | Rusia      | 2019          |
| Rubin Kazan (2.º entrenador)     | Rusia      | 2020-Presente |